# Mohamed Benchicou
Œuvres principales
- Bouteflika, une imposture algérienne
- Les geôles d’Alger
- La parfumeuse : la vie occultée de madame Messali Hadj

Mohamed Benchicou (en arabe : محمد بن شيكو), né le 1er juillet 1952 à Miliana, est un journaliste et écrivain algérien.

## Biographie
Mohamed Benchicou est l'aîné d'une famille de sept enfants. Il est marié et père de trois enfants, deux filles et un garçon.
En 1989, il est l'un des fondateurs du Mouvement des journalistes algériens (MJA), un mouvement né durant l'ouverture du champ médiatique. Il dirige alors l'équipe qui relance le journal Alger Républicain, interdit de parution en 1965. Benchicou quitte Alger Républicain en 1991, pour fonder avec Saïd Mekbel et d'autres journalistes Le Matin, principal quotidien d'opposition au président en Algérie.
En février 2004, Benchicou publie en Algérie et en France une biographie critique sur le président algérien Abdelaziz Bouteflika, Bouteflika : une imposture algérienne.
En juin 2004, Benchicou est condamné à une peine de deux ans de prison sur plainte du ministère des Finances pour « infraction régissant le contrôle des changes et les mouvements des capitaux », après avoir été interpellé en août 2003 à l’aéroport d'Alger en possession de « bons de caisse ». Il est libéré le 14 juin 2006 de la prison d'El Harrach à Alger. Pendant son incarcération, les journalistes du monde entier se mobilisent pour demander sa libération, car son emprisonnement est considéré comme une tentative de le faire taire. Le 29 mars 2006, il obtient le prix PEN qui rend hommage aux journalistes emprisonnés pour avoir exercé leur droit à la liberté d'expression. Pendant son incarcération, le quotidien Le Matin est fermé.

## Œuvres
- Bouteflika, une imposture algérienne, Le Matin Editions - Jean Picollec, 2004.
- Les geôles d’Alger, Inas - Riveneuve, 2007,  (ISBN 2914214316).
- Je pardonnerai, (recueil de poèmes), Inas, 2008.
- Journal d'un homme libre, Auteur-Riveneuve, 2008.
- Notre ami Bouteflika, de l'état rêvé à l'état scélérat, Riveneuve, 2010 (sous la direction de M. Benchicou).
- Le mensonge de Dieu, Michalon, 2011  (ISBN 978-2-84186-567-3).
- Le dernier soir du dictateur, Riveneuve, 2011  (ISBN 978-2-36013-056-6).
- La parfumeuse : la vie occultée de madame Messali Hadj, Riveneuve, 2012
- La mission, Koukou, 2014.
- Le mystère Bouteflika, Riveneuve, 2018,  (ISBN 2360134906).
- Casa del Mouradia, Koukou, 2019,  (ISBN 978-9931-315-39-1).